# 里利山
86°11′S 147°37′W / 86.183°S 147.617°W
里利山（英語：Mount Riley）是南極洲的山峰，位於瑪麗伯德地，處於加利福尼亞高原以西，海拔高度2,100米，美國地質調查局根據測量和美國海軍拍攝的空中照片繪入地圖，現時由南極條約體系管理。